# تیبلوو
تیبلوو (به لاتین: Tibelevo) یک منطقهٔ مسکونی در روسیه است که در باشقیرستان واقع شده‌است.